# فرودگاه بین‌المللی مالام آمینو کانو
فرودگاه بین‌المللی مالام آمینو کانو (به انگلیسی: Mallam Aminu Kano International Airport) یک فرودگاه همگانی و نظامی با کد یاتا KAN است که یک باند فرود آسفالت دارد و طول باند آن ۲۴۵۱ متر است. این فرودگاه در کشور نیجریه قرار دارد و در ارتفاع ۴۷۶ متری از سطح دریا واقع شده است.

## شرکت‌های هواپیمایی و مقصدهای پروازی

### مسافری
| شرکت‌های هواپیمایی        | مقصدهای پروازی                           |
| ------------------------ | ---------------------------------------- |
| Azman Air                | ننامدی آزیکیوه، مرتلا محمد               |
| هواپیمایی مصر            | قاهره                                    |
| هواپیمایی اتیوپی         | بوول                                     |
| Dornier Aviation Nigeria | Hajj: ملک عبدالعزیز                      |
| Max Air                  | Hajj: ملک عبدالعزیز                      |
| Kabo Air                 | Hajj: ملک عبدالعزیز                      |
| Med-View Airline         | مرتلا محمد، ملک عبدالعزیز                |
| Tarco Airlines           | خرطوم                                    |
| سودان ایرویز             | خرطوم                                    |
| هواپیمایی سعودی          | شاهزاده محمد بن عبدالعزیز، ملک عبدالعزیز |
| هواپیمایی پادشاهی مراکش  | فصلی: محمد پنجم                          |

### باری
| شرکت‌های هواپیمایی | مقصدهای پروازی |
| ----------------- | -------------- |
| هواپیمایی سعودی   | جده            |